# Charles Chaumentin
Charles Chaumentin, dit Chaumartin, est un ouvrier, militant anarchiste et indicateur de la police français né le 28 novembre 1857 à Vienne (Isère) et mort le 12 avril 1927 à Chelles (Seine-et-Marne). Il est surtout connu pour son rôle et sa trahison lors de l'attentat du boulevard saint-Germain, une attaque projetant la France dans l'Ère des attentats (1892-1894) et un événement notable de l'histoire du terrorisme.
Chaumentin trahit ses compagnons, Ravachol, Soubère, Béala et Simon pendant le procès et est finalement acquitté. Son rôle de délateur et sa participation à la condamnation à mort de Ravachol font de lui une figure particulièrement mal vue chez les anarchistes en France.

## Biographie
Il fréquente le groupe anarchiste de Saint-Denis où il aurait installé au 15 rue du Pont, selon la police, un petit atelier de fabrication de bombes.
Chaumentin est avant tout connu pour sa complicité avec Ravachol, Rosalie Soubère ou encore Joseph Jas-Béala ; il les a en effet accueilli chez lui au 12, place du square Thiers à Saint-Denis. C'est ici qu'il leur présente Charles Simon, un jeune anarchiste parisien qu'il leur décrit comme « connaissant Paris comme sa poche ». Le groupe se radicalise à la suite de l'affaire de Clichy, où la police bat et maltraite des militants anarchistes emprisonnés. Après que le procureur chargé de l'affaire, Bulot, requiert la peine de mort pour les anarchistes incarcérés, et que le juge, Edmond Benoît, les condamne à des peines dures, le groupe commence à préparer un attentat visant à assassiner Benoît,.

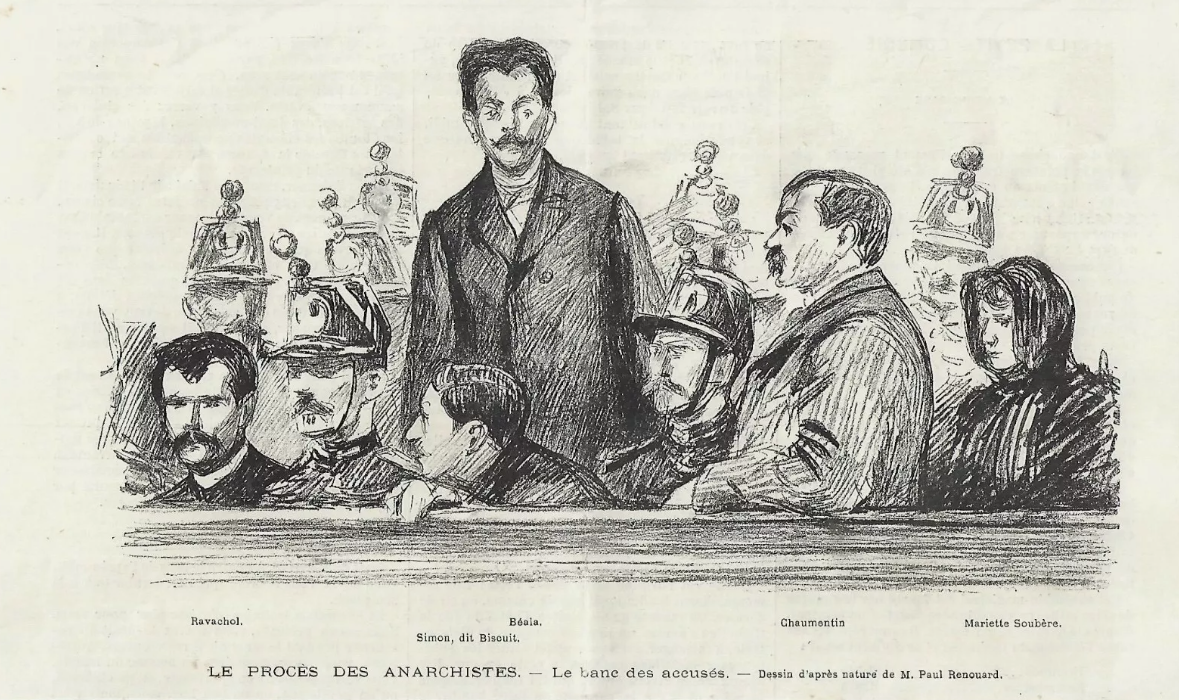
Représentation du premier procès où il collabore dans L'Illustration (30 avril 1892) par Paul Renouard

Après l'attentat du Boulevard Saint-Germain, il est arrêté par la police et décide de collaborer avec les autorités, devenant un de leurs principaux témoins. À cause de lui, Simon puis Soubère et Béala sont successivement arrêtés. Ravachol, en fuite, est arrêté peu après, à la suite de la dénonciation du restaurateur Véry, bientôt cible de l'attentat du Véry pour le punir de sa collaboration avec les autorités, et le groupe est mis en procès.
Chaumentin qui collabore avec les autorités, accuse ses complices - ce qui n'empêche pas Ravachol d'assumer la responsabilité de tous les actes, y compris concernant Chaumentin, à qui il cherche à éviter une peine. Il est finalement acquitté,.
Lors du deuxième procès de Ravachol, Chaumentin est encore un témoin central de l'accusation, par exemple en accusant Soubère et en répétant des propos qu'elle aurait tenus. Celui-ci résulte dans la condamnation à mort de Ravachol.
Chaumentin  meurt à Chelles le 12 avril 1927.

## Postérité
Chaumentin est très mal vu par les anarchistes pour sa traîtrise. Par exemple, des conférences anarchistes sont faites au sujet de « l'ignoble délateur Chaumentin ».